# Episodi di Justice League Unlimited (terza stagione)
La terza e ultima stagione della serie animata Justice League Unlimited è andata in onda negli Stati Uniti d'America dal 17 settembre 2005 al 13 maggio 2006 sul canale Cartoon Network. È stata prodotta dalla Warner Bros. Animation.
In Italia è stata trasmessa nel 2010 sul canale DeA Super, mentre in chiaro su Boing nel 2014.
| n. | Titolo originale          | Titolo italiano                       | Prima TV USA      | Prima TV Italia |
| -- | ------------------------- | ------------------------------------- | ----------------- | --------------- |
| 1  | I Am Legion               | La legione                            | 17 settembre 2005 |                 |
| 2  | Shadow of the Hawk        | All'ombra del falco                   | 17 settembre 2005 |                 |
| 3  | Chaos at the Earth's Core | Cuore di pietra                       | 24 settembre 2005 |                 |
| 4  | To Another Shore          | L'antico marinaio                     | 24 settembre 2005 |                 |
| 5  | Flash and Substance       | Flash, l'eroe                         | 11 febbraio 2006  |                 |
| 6  | Dead Reckoning            | Il richiamo dell'aldilà               | 18 febbraio 2006  |                 |
| 7  | Patriot Act               | Senso patriottico                     | 25 febbraio 2006  |                 |
| 8  | The Great Brain Robbery   | La più grande rapina di tutti i tempi | 4 marzo 2006      |                 |
| 9  | Grudge Match              | Rancori                               | 11 marzo 2006     |                 |
| 10 | Far From Home             | Lontani da casa                       | 15 aprile 2006    |                 |
| 11 | Ancient History           | Una storia antica                     | 29 aprile 2006    |                 |
| 12 | Alive! (1)                | Il sopravvissuto                      | 6 maggio 2006     |                 |
| 13 | Destroyer (2)             | Il distruttore                        | 13 maggio 2006    |                 |

## La legione
- Titolo originale: I am Legion
- Diretto da: Joaquim dos Santos
- Scritto da: Dwayne McDuffie

### Trama
Lex Luthor evade di prigione e Gorilla Grodd lo arruola per entrare a far parte della nuova Secret Society (molto simile alla Legione del Destino); il miliardario senza scrupoli è diffidente ma accetta quando scopre il primate in possesso di un pezzo di Brainiac. Luthor, Key e il Dottor Polaris si recano dunque su ordine di Grodd a prendere la Lancia Sacra nascosta sull'isola dei Blackhawk; a cercare di fermarli sono L'Alata, Fire, Flash (che in questo episodio sembra nutrire un forte interesse per la ragazza dalle fiamme verdi) e l'ultimo membro ancora vivo dei Blackhawk.
Il titolo dell'episodio ricalca la frase biblica "Io sono Legione, perché siamo in molti!".

## All'ombra del falco
- Titolo originale: Shadow of the Hawk
- Diretto da: Dan Riba
- Scritto da: Dwayne McDuffie & J.M. DeMatteis

### Trama
L'archeologo Carter Hall avvicina Shayera dicendole di aver trovato una spada Thanaghariana in una tomba egizia, risalente a 8000 anni prima, ed invitandola a venire con lui in quel tempio per aiutarlo a decifrare alcuni geroglifici che sembrano essere scritti appunto in Thanaghariano. Un sospettoso Batman (il quale scopre, dopo accurate ricerche, che l'ammiratore della Thanaghariana è uno stalker) ed un geloso Lanterna Verde provano a dissuaderla e quando lei accetta, l'Uomo Pipistrello decide di pedinare lei e l'archeologo. Una volta giunti nel cuore della tomba egizia, Hall rivela di aver trovato un manufatto di Thanaghar che, dopo averlo toccato, gli ha fatto vedere la visione di una coppia di Thanaghariani, Khufu e sua moglie Chay-Ara, atterrati poco più di 8000 anni fa nell'antico Egitto. Essi vennero venerati come delle divinità, ed aiutarono il popolo del posto a prosperare; ma, a causa di un sacerdote invidioso di loro, essi furono fatti mummificare vivi e seppelliti in quel santuario. Inoltre è convinto che il loro destino sia di ritornare insieme, essendo entrambi la reincarnazione della coppia di Thanaghar, e che anche lei recupererà la memoria quando avrà toccato il manufatto anche lei. All'interno del tempio, tuttavia, Batman, l'Alata e l'archeologo si vedono costretti ad affrontare un bandito conosciuto come "Ladro-Ombra", e durante lo scontro, l'edificio inizia a crollare, sicché l'astronave e il manufatto vanno perduti per sempre. Hall si allontana con la convinzione che un giorno lui e Shayera torneranno insieme, e la ragazza alata resta col dubbio se la storia da lui raccontata sia vera o meno.

## Cuore di pietra
- Titolo originale: Chaos at the Earth's Core
- Diretto da: Joaquim dos Santos
- Scritto da: Matt Wayne

### Trama
Stargirl è invidiosa di Supergirl e della sua popolarità, che crede sia dovuta solo ai suoi poteri ed all'illustre cugino. Quando le due vengono attirate al centro della terra assieme a Lanterna Verde e S.T.R.I.P.E., e aiutano il popolo del posto a difendersi dal malvagio Deimos, la bionda ragazza d'acciaio si trova improvvisamente priva di tutti i suoi poteri, in quanto in quella zona vi è un enorme pezzo di Kryptonite, ed è costretta a battersi come una normale umana. Inizialmente Stargirl approfitta della situazione per umiliare l'odiata rivale, ma poi i suoi atteggiamenti diventano un senso di rispetto quando vedrà l'effettivo coraggio di Kara, che combatterà contro Metallo e Silver Banshee da sola e depotenziata salvandole la vita e rischiando la sua; cosa che farà nascere la loro amicizia.
Questo è il primo episodio in cui il colore della divisa di Supergirl è rosso e blu e non rosso e bianco.

## L'antico marinaio
- Titolo originale: To Another Shore
- Diretto da: Dan Riba
- Scritto da: Dwayne McDuffie

### Trama
Gorilla Grodd incarica Devil Ray e altri supercattivi di impossessarsi del corpo rimasto ibernato in un iceberg e ritrovato da una spedizione scientifica di Jon Haraldson, un leggendario principe vichingo il cui mito racconta che fu maledetto da Odino, re degli dei, per essersi innamorato di una valchiria: la leggenda narra che il principe vichingo fu reso invulnerabile, per impedirgli di morire in battaglia ed entrare così nel Valhalla, dove lui e la sua amata avrebbero potuto stare insieme per sempre. Grodd intende carpire il segreto di questa invulnerabilità e Wonder Woman si trova a proteggere il corpo dagli agenti della Legione del Destino. J'onn J'onzz inoltre, preoccupato del suo eccessivo distacco dal mondo decide di lasciare la lega per comprendere meglio gli umani. In questo episodio è presente un tributo alla serie di Wonder Woman degli Anni 70, difatti Diana per cambiarsi dai suoi abiti civili al suo costume ruota su se stessa nel tipico modo di Lynda Carter nella serie. Il personaggio del Principe Vichingo è basato su un fumetto della Golden Age di Jack Kirby e le scene in cui la sua storia viene narrata utilizzano le tavole originali da lui disegnate. In origine, l'episodio avrebbe dovuto essere incentrato su Aquaman e il personaggio ex-novo di Devil Ray altri non doveva essere che il suo arcinemico, Black Manta, ma all'epoca la DC Comics aveva venduto i diritti televisivi del personaggio al canale televisivo CW che doveva realizzarci una serie TV (poi mai andata in onda anche se fu realizzato un pilot con Justin Hartley) e quindi i personaggi non potevano essere usati sul canale televisivo in cui era trasmessa la Justice League.

## Flash, l'eroe
- Titolo originale: Flash and Substance
- Diretto da: Joaquim dos Santos
- Scritto da: Matt Wayne

### Trama
Viene aperto un museo dedicato a Flash, e ovviamente i suoi più terribili nemici (Mirror Master, Capitan Cold, Trickster e Capitan Boomerang), desiderosi di vendetta per tutte le volte in cui il Velocista Scarlatto è riuscito a mandare a monte i loro piani di ricchezza e potere, si coalizzano per attaccarlo. Prima di presentarsi all'inaugurazione della mostra, però, il supereroe di Central City pensa di invitare anche Batman e Orion, i quali lo aiutano ad affrontare Mirror Master, Capitan Cold e Capitan Boomerang (tranne Trickster in quanto era stato tagliato fuori poco prima). Nell'episodio inoltre compare Linda Park (nel fumetto la moglie di Wally, mentre qui è rappresentata come una semplice giornalista che ha una cotta per Flash, ma cerca di nasconderlo).

## Il richiamo dell'aldilà
- Titolo originale: Dead Reckoning
- Diretto da: Dan Riba
- Scritto da: Dwayne McDuffie

### Trama
Deadman, con l'aiuto di Superman, Batman e Wonder Woman si reca a Gorilla City per recuperare la sacra gemma della scimmia, rubata da Grodd e dalla Legione del Destino, con l'intento di sfruttarne il potere per tramutare ogni individuo vivente in una scimmia. Fallito il piano e tornati al quartier generale della Legione, Luthor, stanco di prendere ordini dal gorilla e criticando il suo piano (trasformare ogni umano in scimmia) gli spara e prende il suo posto al comando della Legione.

## Senso Patriottico
- Titolo originale: Patriot Act
- Diretto da: Joaquim dos Santos
- Scritto da: Matt Wayne

### Trama
Il generale Wade Eiling, rancoroso nei confronti della Justice League per avergli rovinato la carriera dopo aver rivelato al mondo il suo coinvolgimento nel Progetto Cadmus, ruba il siero sequestrato anni prima dal governo americano ai Nazisti (che avrebbe dovuto creare Capitan Nazi) e se lo auto-inietta per proteggere il mondo dai Metaumani; in questo modo ottiene poteri strabilianti ed attacca la Justice League durante una sfilata in loro onore. Ma, dal momento che Superman e gli altri Membri Fondatori non sono presenti, si trova a combattere contro Freccia Verde, Vigilante, Stargirl, S.T.R.I.P.E. e il Cavaliere splendente (la formazione dei Sette Soldati Della Vittoria). I cinque oppongono una strenua resistenza, proteggendo anche i civili, ma finiscono sconfitti uno dopo l'altro (anche chiedendo aiuto a Speedy e Crimson Avenger); quando la situazione sembra perduta un gruppo di persone comuni ferma Eiling dall'infierire ulteriormente facendogli notare di essersi reso colpevole di un'aggressione immotivata e che lui lì, in quel momento, è l'unico con dei superpoteri, che però sta usando contro delle persone che, pur non avendo poteri speciali, si battono per difendere la giustizia e combattere la criminalità. Non potendo ribattere, il generale se ne va, giurando che presto il mondo avrà di nuovo bisogno di lui, mentre i sette membri della League, che all'inizio della parata erano dubbiosi del loro ruolo tra i supereroi, vedono il riconoscimento dei civili che, dopo averli salvati da Eiling, li ringraziano per il loro coraggio.

## La più grande rapina di tutti i tempi
- Titolo originale: The Greatest Brain Robbery
- Diretto da: Dan Riba
- Scritto da: Dwayne McDuffie

### Trama
Per colpa di un incidente causato dallo scontro tra scienza e magia, Lex Luthor e Flash si scambiano i corpi; dunque la Lega deve fare i conti con un Lex superveloce e nel corpo di Flash alla Torre di Controllo e Flash deve cercare di non essere scoperto dai membri della Legione mentre si insidia tra loro per carpirne i segreti.

## Rancori
- Titolo originale: Grudge Match
- Diretto da: Joaquim Dos Santos
- Scritto da: Matt Wayne & J.M. DeMatteis

### Trama
Roulette, sfruttando i Comlink dei membri della Lega controlla mentalmente le supereroine del gruppo costringendole a lotte sexy nel suo club di combattimenti. La Cacciatrice, però, libera Black Canary dal controllo mentale, per cui le due combattenti per la giustizia si ritrovano a combattere coscienti contro Vixen, l'Alata e Wonder Woman, con l'intento di liberarle dal controllo di Roulette. Questo è il primo l'unico episodio in cui viene mostrata Helena Bertinelli senza maschera.

## Lontani da casa
- Titolo originale: Far From Home
- Diretto da: Dan Riba
- Scritto da: Paul Dini

### Trama
Lanterna Verde, Freccia Verde e Supergirl vengono trasportati nel futuro dalla Legione di Supereroi per aiutarli a combattere contro i Fatali Cinque e la Legione del Destino di quell'epoca. A fine missione Supergirl non tornerà nella sua epoca preferendo restare nel XXX secolo con Brainiac 5, in cui ha trovato l'amore.

## Una storia antica
- Titolo originale: Ancient History
- Diretto da: Joaquim Dos Santos
- Scritto da: Matt Wayne & Geoff Johns

### Trama
La misteriosa Ombra comparsa nell'episodio All'ombra del falco ricompare e rivela di essere lo spettro di Hath-Set; il quale cattura Lanterna Verde, Hawkman e l'Alata e, grazie ad un frammento della navicella Tanaghariana salvato, mostra a loro le loro vite precedenti, rivelando che la storia di Carter Hall era reale; nell'antico Egitto, lui e Shayera erano una coppia Tanaghariana giunta sulla terra per aiutare gli uomini e avevano assunto il ruolo di faraoni; Tuttavia Chay-Ara (Shayera) si innamorò del braccio destro di Khufu (Carter), ovvero John Stewart; i due per tenere la loro relazione segreta e non dover dare dispiaceri al marito di lei, si suicidarono. Seguiti dall'uomo che li seguì nella morte per disperazione. Consapevoli di ciò, i tre si sbarazzano dell'ombra e l'Alata confessa a Hawkman di non provare nulla per lui, ma forse un giorno il destino vorrà. Infine, John confessa a Shayera di amarla ancora e le racconta di loro figlio incontrato nel futuro (Warhawk); dicendole che lui non ha intenzione di essere un pupazzo del destino e che, se davvero in futuro avranno un figlio dovranno essere entrambi consapevoli del possibile futuro.

## Il sopravvissuto
- Titolo originale: Alive! (1)
- Diretto da: Dan Riba
- Scritto da: Matt Wayne

### Trama
Lex Luthor grazie alla tecnologia volante della base della Legione del Destino viaggia nello spazio seguendo le istruzioni dell'ultimo frammento di Brainiac; diretto verso il luogo dove il supercomputer era esploso nell'episodio Crepuscolo. Durante il viaggio Tala cerca di convincere alcuni membri del gruppo che Luthor è impazzito e li sta mandando in un'impresa disperata; così liberato Grodd dalla sua prigionia si crea una guerra all'interno della Legione che tuttavia viene vinta dal gruppo di Luthor, i quali proseguono verso il punto stabilito dopo essersi sbarazzati dei membri dell'altra fazione. Raggiunto il posto Luthor usa i poteri di Tala per ricostruire Brainiac, ma si trova davanti un rinato Darkseid, fuso proprio col supercomputer. Il potentissimo tiranno di Apokolips fa esplodere la base della Legione e poi torna sul suo pianeta per muovere guerra contro la terra. I pochi membri superstiti della Legione si dirigono alla Torre di Controllo per chiedere aiuto alla lega.

## Il distruttore
- Titolo originale: Destroyer (2)
- Diretto da: Joaquim Dos Santos
- Scritto da: Dwayne McDuffie

### Trama
Il diabolico Darkseid muove il più grande attacco planetare che la Terra abbia mai visto e per farvi fronte la lega deve collaborare con i suoi fino ad allora nemici giurati: i membri rimanenti della Legione del Destino; ogni membro della lega partecipa ai combattimenti che si svolgono in tutto il globo; con il grande ritorno di Martian Manhunter. Intanto Batman, Superman e Lex Luthor se la devono vedere proprio con il superpotenziato sovrano di Apokolips, che si rivela troppo forte perfino per l'ultimo figlio di Krypton al massimo dei suoi poteri, ma che viene fermato con una mossa a sorpresa da Luthor, che grazie a Metron si è impossessato dell'Equazione dell'Anti-vita e fa sparire Darkseid assieme a lui in un solo tocco.
Dopo di questa avventura la Lega da una tregua ai pochi nemici rimasti, e si prepara a vivere ancora nuove, grandiose avventure.